# Saint-Ulrich
Saint-Ulrich é uma comuna francesa na região administrativa de Grande Leste, no departamento Alto Reno. Estende-se por uma área de 3,85 km². Em 2010 a comuna tinha 308 habitantes (densidade: 80 hab./km²).